# 古久喜公園
古久喜公園（こぐきこうえん）は、埼玉県久喜市久喜北二丁目にある、久喜市が管理・運営する都市公園（近隣公園）である。

## 概要
久喜パークタウン地区内に中落堀川の調節地として設けられ、ビオトープとして整備された公園である。このため、敷地内は低湿地の水辺や陸地となっており、ヨシやガマなどの湿性植物が植生している。来園者は園内の歩道より、公園に集まってきた野鳥などを観察することもできる。また、ビオトープという特性上、公園内での花火や釣りは禁止されている。
なお、古久喜公園より上流域の中落堀川流域（埼玉県道3号さいたま栗橋線の西側）に、古久喜公園とほぼ同様の機能を持つ香取公園（かんどりこうえん）が所在している。
古久喜という名称は、公園所在地周辺の旧大字に由来する。

## 施設
- 中落堀川の調節池
- ビオトープ
- 園路
- 鉄橋

## 所在地
- 〒346-0007
- 埼玉県久喜市久喜北2-32

## 交通
- JR宇都宮線（東北本線）・東武伊勢崎線「久喜駅」西口より久喜市内循環バス「久喜本循環」に乗車、「けやき公園前」または「北小学校入口」[3]にて下車、それぞれのバス停より約300 m（運賃：100円、1日乗車券は200円）。

## 周辺
- 久喜市立久喜北小学校
- 椎名落川
- 中落堀川
- 久喜パークタウン